# The Great McGinty
The Great McGinty is een Amerikaanse filmkomedie uit 1940 onder regie van Preston Sturges.

## Verhaal
Door verkiezingsfraude schopt de simpele schooier Dan McGinty het tot burgemeester. Intussen trouwt hij met Catherine, zodat hij een gewoon burgerleven kan leiden. Als zijn vrouw hem aanport om iets positiefs te doen voor de gemeenschap, wordt haar dat niet in dank afgenomen.

## Rolverdeling
| Acteur           | Personage                   |
| ---------------- | --------------------------- |
| Brian Donlevy    | Dan McGinty                 |
| Muriel Angelus   | Catherine McGinty           |
| Akim Tamiroff    | Partijchef                  |
| Allyn Joslyn     | George                      |
| William Demarest | Skeeters                    |
| Louis Jean Heydt | Tommy Thompson              |
| Harry Rosenthal  | Louie                       |
| Arthur Hoyt      | Burgemeester Tillinghast    |
| Libby Taylor     | Bessy                       |
| Thurston Hall    | Mijnheer Maxwell            |
| Steffi Duna      | Danseres                    |
| Esther Howard    | Juliette La Jolla           |
| Frank Moran      | Chauffeur van de partijchef |
| Jimmy Conlin     | Verspieder                  |
| Dewey Robinson   | Benny Felgman               |